# کوواس دل بکارو
کوواس دل بکارو (به اسپانیایی: Cuevas del Becerro) یک دهستان اسپانیا است که در استان مالاگا واقع شده‌است.

## خصوصیات
کوواس دل بکارو ۱۶ کیلومترمربع مساحت و ۱٬۷۹۰ نفر جمعیت دارد و ۷۲۴ متر بالاتر از سطح دریا واقع شده‌است.